# Resolució 1301 del Consell de Seguretat de les Nacions Unides
La Resolució 1301 del Consell de Seguretat de les Nacions Unides, adoptada per unanimitat el 31 de maig de 2000 després de reafirmar totes les resolucions anteriors del Sàhara Occidental, en particular la resolució 1108 (1997) i 1292 el Consell va ampliar el mandat de la Missió de Nacions Unides pel Referèndum al Sàhara Occidental (MINURSO) fins al 31 de juliol de 2000.
La resolució comen acollint amb beneplàcit esforços per sensibilitzar al personal de les Nacions Unides en les operacions de manteniment de la pau en la prevenció i el control del VIH/SIDA i altres malalties. El Consell va donar suport als esforços de la MINURSO per implementar el Pla de Regularització i els acords per celebrar un referèndum lliure i just d'autodeterminació pel poble del Sàhara Occidental. Les diferències fonamentals entre el Marroc i el Front Polisario encara no s'havien resolt.
El mandat de la MINURSO es va ampliar amb la condició que ambdues parts presentessin propostes per resoldre els problemes relacionats amb l'execució del Pla de Regularització i una solució general duradora sobre l'estatus polític de Sàhara Occidental. El Secretari General Kofi Annan va haver de presentar una avaluació de la situació abans del 31 de juliol de 2000.
La resolució 1301, patrocinada per França, Rússia, el Regne Unit i els Estats Units, va ser aprovada per 12 vots a favor i un en contra (Namíbia) i dues abstencions de Jamaica i Mali. Explicant els seus vots, el representant de Namíbia va dir que no podia donar suport a una sortida de les disposicions del Pla de Regularització i el dret inalienable del poble a l'autodeterminació i la independència, tot i que recolzaria l'extensió de la MINURSO; el representant de Jamaica va declarar que la resolució havia de ser simplement tècnica, ja que el referèndum no tindria lloc fins que el Consell no s'hagués adreçat, i les consideracions polítiques i altres propostes alternatives haurien d'haver estat deixades a una resolució posterior; i el representant de Mali va donar suport al Pla de Regularització i va acordar que el referèndum no es produiria aviat, però va preferir l'aprovació d'un Declaració Presidencial encomanant al Enviat Personal del Secretari General.